# Condado de Nógrád
Nógrád es un condado administrativo (en húngaro: vármegye) situado al norte de Hungría. Comparte fronteras con Eslovaquia y los condados vecinos de Pest, Heves y Borsod-Abaúj-Zemplén. Su capital es Salgótarján. Cuenta con una superficie total de 2.544 km² y una población en 2001 de 220.000 habitantes.

## Subdivisiones
Se divide en seis distritos:
- Distrito de Balassagyarmat (capital: Balassagyarmat)
- Distrito de Bátonyterenye (capital: Bátonyterenye)
- Distrito de Pásztó (capital: Pásztó)
- Distrito de Rétság (capital: Rétság)
- Distrito de Salgótarján (capital: Salgótarján)
- Distrito de Szécsény (capital: Szécsény)

## Estructura regional

### Condados urbanos
- Salgótarján.

### Poblaciones principales
Ordenadas por población, según el censo del año 2001:
- Balassagyarmat (17.906)
- Bátonyterenye (15.207)
- Pásztó (10.330)
- Szécsény (6.580)
- Rétság (3.067)